# Énergie nucléaire à Hong Kong

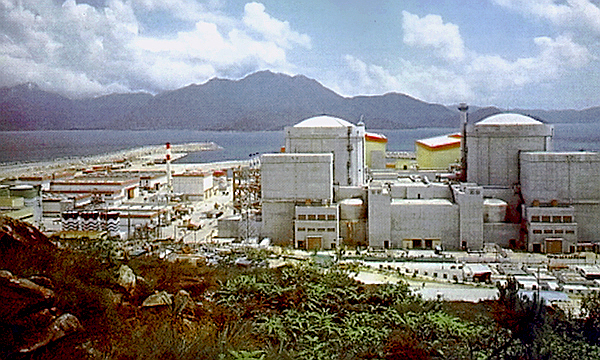
La centrale nucléaire de Daya Bay dans le Guangdong fournit de l'électricité à Hong Kong depuis 1994.

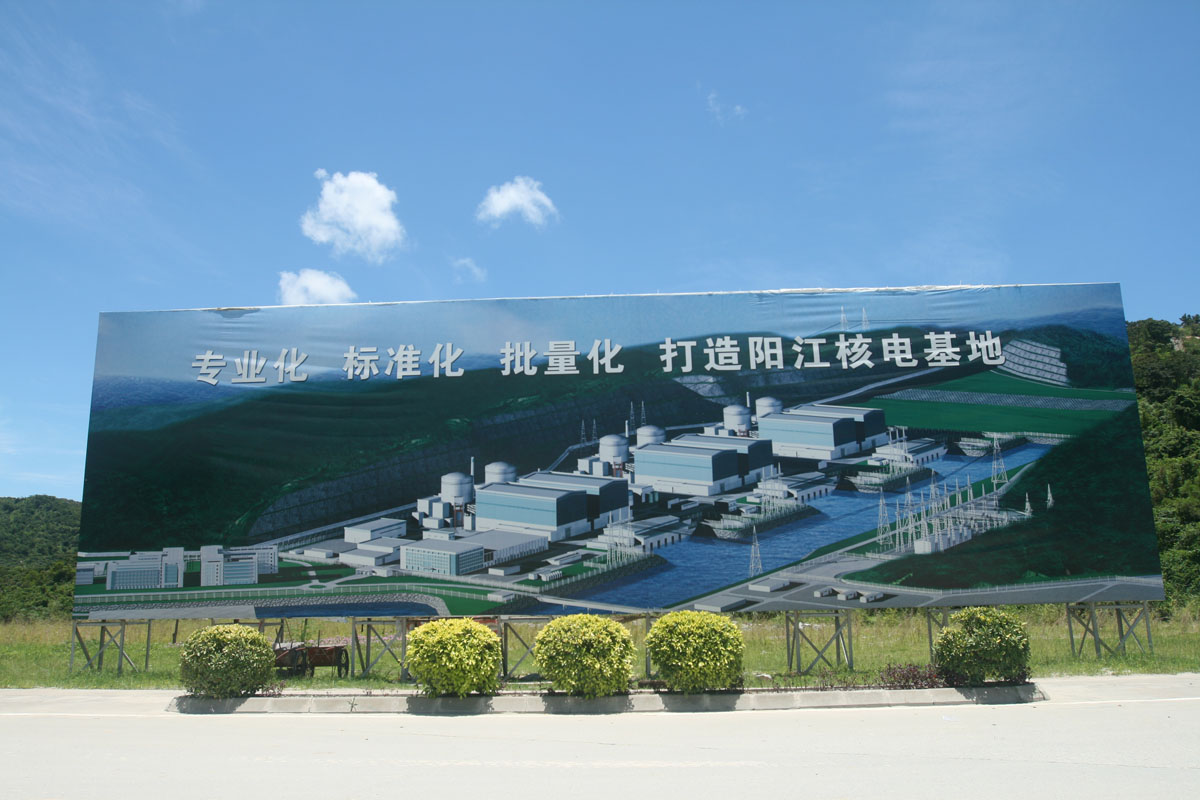
La centrale nucléaire de Yangjiang dans le Guangdong fournira de l'électricité à Hong Kong à partir de 2017.

Actuellement, il n'y a pas de centrale nucléaire à Hong Kong. Cependant, une société de Hong Kong, la Hong Kong Nuclear Investment Company (HKNIC), détient 25% des parts de la centrale nucléaire de Daya Bay dans le Guangdong. Environ 80% de la production d'électricité de la centrale électrique est fournie à Hong Kong par leur compagnie d'électricité China Light and Power Co., Ltd. (CLP) pour répondre à la demande d'électricité à Hong Kong.

## Importation d'électricité d'origine nucléaire depuis la Chine
Hong Kong importe actuellement de l'électricité de Chine continentale depuis la centrale nucléaire de Daya Bay dans le Guangdong depuis 1994. L'accord sur l'importation d'électricité doit durer jusqu’à 2034. La CLP Holdings importe également 17 % de l'électricité de la centrale nucléaire de Yangjiang dans le Guangdong dans le cadre de l'accord avec la China Guangdong Nuclear Power Company[réf. nécessaire].

## Atténuation des émissions de carbone
Pour réduire les émissions de dioxyde de carbone à Hong Kong, la construction de nouvelles centrales électriques au charbon n'est plus autorisée depuis 1997. Le gouvernement de Hong Kong a tenté d'augmenter la part des énergies renouvelables, du gaz fossile et de l'énergie nucléaire pour la production d'électricité à Hong Kong. Les centrales électriques au charbon existantes seront maintenues en faible utilisation en tant que moyen de production assurant la sécurité énergétique du pays..
Le gouvernement lui-même prévoit de réduire les émissions en remplaçant progressivement la production d'électricité à base de charbon par davantage d'énergie nucléaire et d'autres sources d'électricité bas-carbone.